# Lill-Skirsjön
Lill-Skirsjön är en sjö i Strömsunds kommun i Ångermanland och ingår i Ångermanälvens huvudavrinningsområde. Sjön har en area på 0,816 kvadratkilometer och ligger 264,7 meter över havet. Sjön avvattnas av vattendraget Skirsjöån.

## Delavrinningsområde
Lill-Skirsjön ingår i det delavrinningsområde (710883-151286) som SMHI kallar för Utloppet av Lill-Skirsjön. Medelhöjden är 303 meter över havet och ytan är 8,37 kvadratkilometer. Räknas de 14 avrinningsområdena uppströms in blir den ackumulerade arean 115,45 kvadratkilometer. Skirsjöån som avvattnar avrinningsområdet har biflödesordning 3, vilket innebär att vattnet flödar genom totalt 3 vattendrag innan det når havet efter 195 kilometer. Avrinningsområdet består mestadels av skog (68 procent). Avrinningsområdet har 0,82 kvadratkilometer vattenytor vilket ger det en sjöprocent på 9,8 procent.